# Margaretamys beccarii
Margaretamys beccarii — вид пацюків (Rattini), ендемік острова Сулавесі, Індонезія.

## Морфологічна характеристика
Довжина голови й тулуба від 117 до 152 мм, довжина хвоста від 150 до 200 мм, довжина лапи від 25 до 31 мм, довжина вуха вух від 19 до 21 мм, вага до 85 грамів. Шерсть щільна, коротка, напівколюча. Верх сірувато-коричневий. Вуха світло-коричневі і злегка вкриті волоссям. Навколо очей є темні кільця. Довжина вусів 76 мм. Черевні частини, лице, від жовтого до темно-коричнювато-жовтого. Хвіст значно довший за голову і тулуб, однорідно коричневий і покритий волоссям, яке стає все довшим до кінчика, утворюючи помітний пучок.

## Поширення й екологія
Поширений у центральній і північно-східній частині Сулавесі. Мешкає в низинних тропічних вічнозелених дощових лісах на висоті до 1000 метрів над рівнем моря. Ймовірно, він також присутній у вторинних місцях проживання.

## Спосіб життя
Це деревний вид. Харчується фруктами, членистоногими, равликами та іншими дрібними хребетними.